# Halmahera
Halmahera (soms ook Jilolo, Gilolo of Jailolo genoemd) is een eiland in de Noord-Molukken in Indonesië tussen Sulawesi en de provincie Papoea. Het is het grootste eiland van de Molukken (17.780 km²), hoewel Seram maar iets kleiner is, en telt ongeveer 140.000 bewoners. Het hoogste punt is de top van de vulkaan Gamkonora (1635 m). Er wonen zowel moslims als christenen op het eiland. Het eiland is typisch gevormd en lijkt qua vorm enigszins op een zeester. Op het eiland bevinden zich een aantal actieve vulkanen. Naast Halmahera liggen de kleine maar invloedrijke eilandjes Ternate en Tidore, elk met een eigen sultan, en de eilandjes Makian, Batjan (Bacan) en Motir.
Visserij, jacht en landbouw zijn de belangrijkste bronnen van inkomsten voor de meeste bewoners. De belangrijkste producten zijn specerijen, sago, rijst, kokosnoten, hars en tabak.

## Geschiedenis
De Spanjaarden en de Portugezen waren de eerste westerlingen die het eiland rond 1525 ontdekten. In 1660 kwam het gebied onder Nederlandse invloed te staan. De Nederlanders sloten verdragen met de sultans van Ternate en Tidore, die traditioneel veel invloed hadden op respectievelijk Noord- en Zuid-Halmahera.
Gedurende de Tweede Wereldoorlog werd het eiland veroverd door de Japanners en vervolgens regelmatig door de geallieerden gebombardeerd. Het kleinere, nabijgelegen Morotai diende vanaf 1944 als belangrijk vliegveld voor de Amerikanen, Britten en Australiërs.

## Fauna
Het eiland heeft een bijzondere fauna met een groot aantal endemische diersoorten. Er zijn 281 vogelsoorten waargenomen waarvan vijftien met een vermelding van kwetsbaar (negen), bedreigd (vijf) of ernstig bedreigd (een) op de Rode Lijst van de IUCN waaronder de witte kaketoe (Cacatua alba), de halmaherajufferduif (Ptilinopus monacha) en de halmahera-ijsvogel (Todiramphus funebris).
De volgende zoogdieren komen voor: de muskusspitsmuis (Suncus murinus, geïntroduceerd), loewak (Paradoxurus hermaphroditus, geïntroduceerd), wild zwijn (Sus scrofa, geïntroduceerd), Javaans hert (Cervus timorensis, geïntroduceerd), de knaagdieren Pacifische rat (Rattus exulans, geïntroduceerd), zwarte rat (Rattus rattus, geïntroduceerd) en Rattus morotaiensis. Verder de klimbuideldieren Phalanger ornatus en de suikereekhoorn (Petaurus breviceps) en de volgende soorten vleermuizen: Dobsonia crenulata, Eonycteris spelaea, Macroglossus minimus, Nyctimene albiventer, Pteropus caniceps, Pteropus conspicillatus, Pteropus hypomelanus, Pteropus personatus, Rousettus amplexicaudatus, Syconycteris carolinae, Emballonura nigrescens, Emballonura raffrayana, Saccolaimus saccolaimus, Taphozous melanopogon, Aselliscus tricuspidatus, Hipposideros ater, Hipposideros diadema, Hipposideros papua, Rhinolophus euryotis, Kerivoula picta, Miniopterus schreibersii, Myotis adversus, Myotis ater en Mormopterus beccarii.